# Экспозиция (метод психотерапии)
Экспозиция (метод психотерапии) — метод когнитивно-бихевиоральной терапии, представляющий собой набор процедур, помогающих человеку снизить тревогу и эмоционально-рефлекторные реакции на вызывающие страх раздражители путем осознанного погружения в стрессовые ситуации и их повторения с целью привыкания к стимулам, вызывающим страх.

## Формы экспозиции
Длительная экспозиция применяется в рамках когнитивно-бихевиоральной терапии для лечения ОКР (обсессивно-компульсивное расстройство), ПТСР (посттравматическое стрессовое расстройство).
Выделяют 3 формы экспозиции: в воображении (in sensu), в реальности (in vivo) и интероцептивный.
Мысленная экспозиция (in sensu) предназначена для переживания травмирующего опыта или ситуаций, вызывающих появление тревожных навязчивых мыслей, в воображении пациента с целью постепенной адаптации к ним. Данный метод применяется в качестве подготовительного этапа, либо как самостоятельная терапия, если длительная экспозиция невозможна (например, страх насильственных действий).
При экспозиции in vivo пациент сталкивается со стимулами, вызывающими тревогу и страх, в реальной жизни. При этом человек постепенно меняет свою оценку травмирующих событий, постепенно привыкая к ним, и как следствие тревожность постепенно угасает.
Например, при лечении ОКР пациенту необходимо отказаться от привычных для него навязчивых действий (компульсий). Вместо этого пациента просят: проверять, закрыта ли дверь на ключ или выключен ли утюг только один раз, принимать душ или мыть руки только один раз вместо привычного количества, выбрасывать ненужные вещи.
Метод интероцептивной терапии используется для лечения панического расстройства, ГТР (генерализованного тревожного расстройства), ПТСР и социальной тревоги. Эта техника заключается в совершении упражнений, которые вызывают такие же физические ощущения, как при панической атаке: гипервентиляцию легких, тремор, мышечное напряжение. Цель данного метода — избавить пациента от «страха перед страхом». Предполагается, что интероцептивная экспозиция провоцирует выраженные реакции тревоги, интенсивность которых постепенно снижается по мере привыкания к ним человека.

## Автор метода
Метод экспозиции был разработан израильским профессором клинической психологии Эдной Фоа в 1980-х годах для лечения ПТСР. Данный метод разрабатывался на основе данных, полученных в процессе терапии израильтян — жертв терактов, которые страдали от последствий шока. За свои открытия и работу, которая по сей день помогает огромному количеству людей по всему миру, профессор Эдна Фоа получила большое количество престижных премий и наград, а также вошла в список 100 самых влиятельных людей по версии журнала Time 2010.